# Ralf Günther (Schriftsteller)

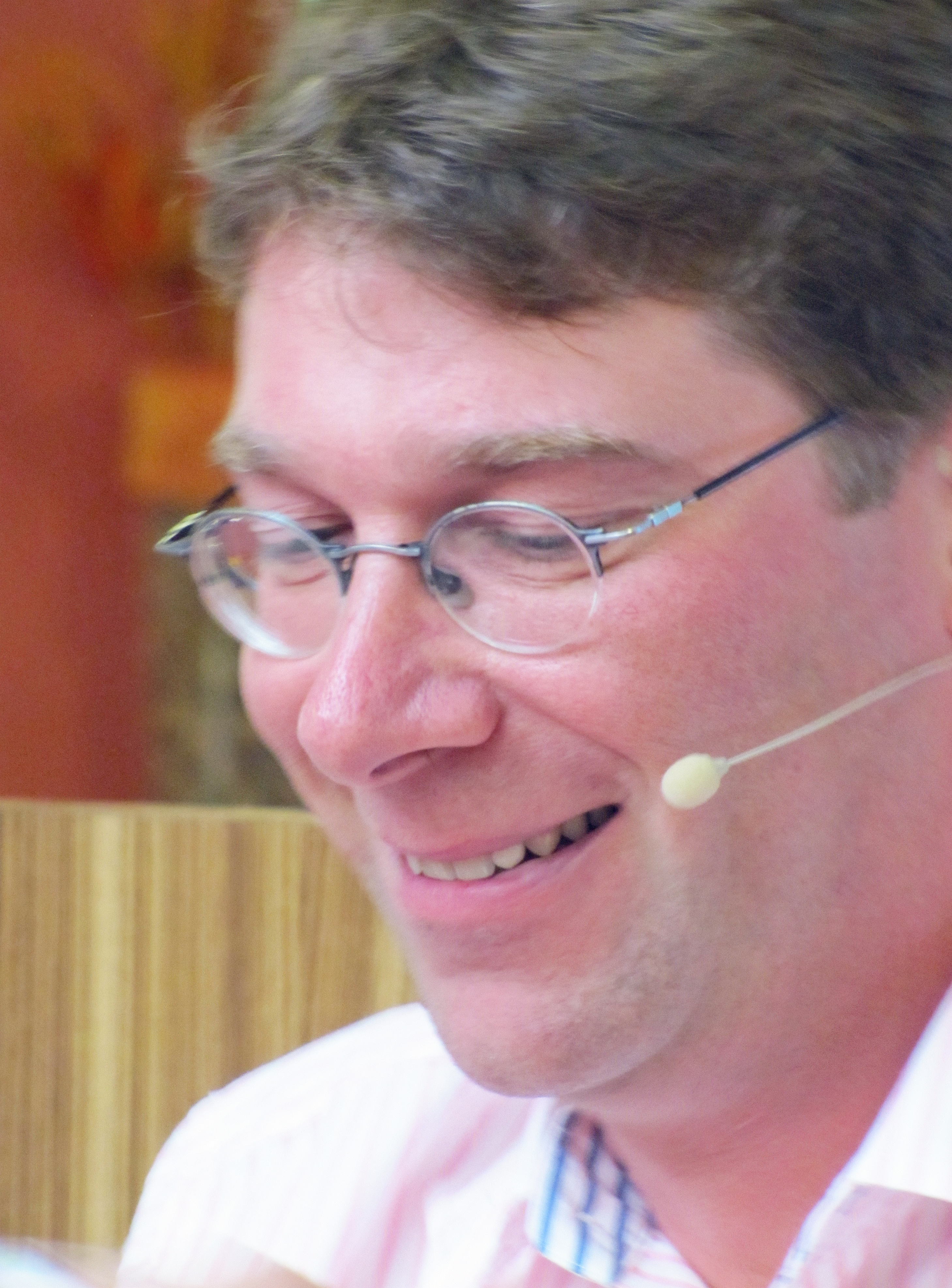
2010 in Frankfurt am Main

Ralf Günther (* 21. September 1967 in Köln) ist ein deutscher Schriftsteller und Drehbuchautor. Bekannt ist er vor allem durch historische Romane und Kinderbücher.

## Biografie
Ralf Günther studierte von 1989 bis 1995 an der Universität zu Köln Theater-, Film- und Fernsehwissenschaft, außerdem Germanistik und Pädagogik. Das Studium finanzierte er sich durch verschiedene Jobs. Während dieser Zeit begann er, erste Texte für Fernsehen und Rundfunk zu schreiben. Von 1990 an arbeitete er als Autor für das Fernsehen (z. B. WDR), für die Bühne und Printmedien und für den Hörfunk.
Seit 1993 ist Ralf Günther freier Schriftsteller. Er schreibt Krimis, Kabarett-Texte, Hörspiele sowie Sach- und Kinderbücher. Bekannt wurde er durch seine erfolgreichen historischen Romane Der Leibarzt und Die Pestburg.
Günther zog 1993 mit seiner Familie nach Dresden, später nach Hamburg. Günther lebt mittlerweile von seiner Ehefrau getrennt in Pirna. Köln, Dresden und Hamburg sind daher oft Orte, in denen Erzählungen und Romane angesiedelt sind.

## Werke
Romane
- Kamelle. Emons Verlag, Köln 1993, ISBN 3-924491-39-9.
- Der Leibarzt. Heyne, München 2001, ISBN 3-453-18595-1.
- Die Pestburg: Roman. Heyne, München 2003, ISBN 3-453-86858-7.
- Die Theatergräfin. List Verlag, Berlin 2005, ISBN 3-471-79503-0.
- Der Dieb von Dresden: Historischer Kriminalroman. List Verlag, Berlin 2008, ISBN 978-3-471-79555-2.
- Der Gartenkünstler. Ein Fürst-Pückler-Roman. List Verlag, Berlin 2010, ISBN 978-3-471-35024-9.
- Ach du fröhliche: Ein Weihnachtsroman. Rowohlt Taschenbuch Verlag, Reinbek bei Hamburg 2011, ISBN 978-3-499-25779-7.
- Jesusmariaundjosef! Rowohlt Taschenbuch Verlag, Reinbek bei Hamburg 2013, ISBN 978-3-499-25717-9.
- Die türkische Mätresse: Historischer Roman. List Verlag, Berlin 2013, ISBN 978-3-471-35070-6.
- Arzt der Hoffnung. Rowohlt Taschenbuch Verlag, Hamburg 2021, ISBN 978-3-499-00560-2.
- Winterherz: Roman. Kindler, Hamburg 2023, ISBN 978-3-463-00032-9.
- Die Könige von Babelsberg: Fritz Lang und die Akte Rosenthal. Rowohlt Kindler, Hamburg 2024, ISBN 978-3-463-00055-8.
- Ein grenzenloser Sommer. Rowohlt Kindler, Hamburg 2025, ISBN 978-3-463-00070-1.

Novellen
- Die Badende von Moritzburg: Eine Sommernovelle. Kindler, Reinbek bei Hamburg 2017, ISBN 978-3-463-40686-2.

Erzählungen
- Als Bach nach Dresden kam. Kindler, Reinbek bei Hamburg 2018, ISBN 978-3-463-40706-7.
- Goethe in Karlsbad: Eine Erzählung. Kindler, Hamburg 2022, ISBN 978-3-463-00004-6.

Kinderbücher
- Mit Gail Howard: Eine kleine Kölner Weihnachtsgeschichte mit einer Zeithexe, zwei Kindern, zwei Teddybären, vielen, vielen Sternen und keinem Hund. Emons Verlag, Köln 1993.
- Mit Gail Howard: Eine kleine Kölner Kindergeschichte mit einer Zeithexe, einer Stadtmauer, einem Kax, einem Bettelkönig, vielen, vielen Schweinen und keinem Fernseher. Emons Verlag, Köln 1994, ISBN 3-924491-50-X.
- Coole Kannen. Emons Verlag, Köln 1996, ISBN 3-924491-82-8.
- Das Weihnachtsmarktwunder. Kindler, Reinbek bei Hamburg 2015, ISBN 978-3-463-40657-2.
- Eine Kiste voller Weihnachten. Kindler, Hamburg 2019, ISBN 978-3-463-40697-8.

## Sonstige Veröffentlichungen (Auswahl)
- Blut am Schuh. (von Ralf Günther und Leonhard Koppelmann). Kriminalhörspiel. Westdeutscher Rundfunk, Januar 1996.
- Die Geheimnisse des Kölner Doms. Emons Verlag, Köln 1998, ISBN 3-89705-107-9.
- Ralf Günther (Hrsg.): Orientalische Zeitreise: Auf den Spuren von Ida Hahn-Hahn 1843/44. Verlag Die Scheune, Dresden 2005, ISBN 3-937832-08-4.
- Sonnige Zeiten. (Kriminalhörspiel) Bayerischer Rundfunk.
- Sketche und Gags, z. B. für „Dirk Bach Show“ (RTL), „RTL Nachtshow“, „Die Harald Schmidt Show“ (SAT. 1), „Salto Kommunale“ (ZDF) sowie für Kabaretts in Köln, Bonn, Dresden und Chemnitz.
- Drehbücher für Shows wie „1, 2 oder 3“ (ZDF), „TKKG – Der Club der Detektive“ (ZDF/KiKA), „Tabaluga tivi“ (ZDF/KiKA) oder für „Die Kinder vom Alstertal“ (NDR, seit 2002).
- Mitarbeit am Spielfilm „Hagen in Berlin“ (RTL), 1998.
- Mitentwicklung und Sketche der Kindercomedyserie „Die Couchmanns“ (ZDF/KiKA) 2001.
- Mitentwicklung und Drehbücher für „Brennewitz“ (Sitcom/MDR) seit 2002.